# Gare de Montaignac-Saint-Hippolyte
Gare de Montaignac-Saint-Hippolyte vasútállomás Franciaországban, Montaignac-Saint-Hippolyte településen.

## Vasútvonalak
Az állomást az alábbi vasútvonalak érintik:

## Kapcsolódó állomások
A vasútállomáshoz az alábbi állomások vannak a legközelebb:
- Gare de Corrèze
- Gare d’Égletons